# Мартаково
Мартаково — деревня в Каргопольском районе Архангельской области России. Входит в состав Павловского сельского поселения.

## История
В «Списке населенных мест Российской империи», изданном в 1879 году, населённый пункт упомянут как деревня Каргопольского уезда (1-го стана), при колодцах, расположенная в 6 верстах от уездного города Каргополь. В деревне насчитывалось 8 дворов и проживал 51 человек (24 мужчины и 27 женщин).
По данным 1920 года имелось 14 хозяйств и проживало 64 человека (31 мужчина и 33 женщины). В административном отношении деревня входила в состав Волковского районного совета Павловской волости Каргопольского уезда Вологодской губернии.

## География
Деревня находится в юго-западной части Архангельской области, в южной зоне средней тайги, к северу от озера Лача, к югу от автодороги 11Р-002, на расстоянии примерно 4 километров (по прямой) к западу-юго-западу (WSW) от города Каргополя, административного центра района. Абсолютная высота — 131 метр над уровнем моря.

### Часовой пояс
Мартаково, как и вся Архангельская область, находится в часовой зоне МСК (московское время). Смещение применяемого времени относительно UTC составляет +3:00.

## Население
| 2002 | 2010 | 2012 |
| ---- | ---- | ---- |
| 0    | →0   | ↗2   |